# Мовіла-Міресій (комуна)
Мовіла-Міресій (рум. Movila Miresii) — комуна у повіті Бреїла в Румунії. До складу комуни входять такі села (дані про населення за 2002 рік):
- Есна (347 осіб)
- Мовіла-Міресій (3074 особи)
- Цепеш-Воде (954 особи)

Комуна розташована на відстані 148 км на північний схід від Бухареста, 26 км на захід від Бреїли, 140 км на північний захід від Констанци, 39 км на південний захід від Галаца.

## Населення
За даними перепису населення 2002 року у комуні проживали 4375 осіб.
Національний склад населення комуни:
| Національність | Кількість осіб | Відсоток |
| -------------- | -------------- | -------- |
| румуни         | 4215           | 96,3%    |
| цигани         | 157            | 3,6%     |
| угорці         | 3              | 0,1%     |

Рідною мовою назвали:
| Мова      | Кількість осіб | Відсоток |
| --------- | -------------- | -------- |
| румунська | 4220           | 96,5%    |
| циганська | 149            | 3,4%     |
| угорська  | 6              | 0,1%     |

Склад населення комуни за віросповіданням:
| Релігія       | Кількість осіб | Відсоток |
| ------------- | -------------- | -------- |
| православні   | 4338           | 99,2%    |
| римо-католики | 31             | 0,7%     |
| адвентисти    | 4              | 0,1%     |
| п'ятдесятники | 1              | < 0,1%   |
| атеїсти       | 1              | < 0,1%   |